# Copa de España (calcio a 5)
La Copa de España de fútbol sala è una competizione spagnola di calcio a 5 organizzata dalla Federazione calcistica della Spagna a partire dal 1990 in coincidenza con l'inizio della División de Honor.

## Struttura
Fino al 2006, la Copa de España era disputata dalle otto prime classificate al termine del girone di andata della Division de Honor. Se la città organizzatrice della manifestazione aveva una squadra in prima divisione essa era automaticamente iscritta assieme alle altre prime sette classificate. Le squadre si affrontavano in gare ad eliminazione diretta sino alla finale.
Nell'edizione del 2007 la manifestazione venne eccezionalmente allargata a tutte le squadre della massima categoria nazionale che furono distribuite in quattro gruppi sulla base della posizione ottenuta al termine del girone di andata. Le due migliori di ogni girone superarono il turno dando vita a un torneo ad eliminazione diretta. Dall'edizione seguente il numero di partecipanti ritornò a otto.

## Albo d'oro
| Stagione  | Sede              | Vincitore        | Finalista           |
| --------- | ----------------- | ---------------- | ------------------- |
| 1989-1990 | Lanzarote         | Inter            | Macer               |
| 1990-1991 | Saragozza         | Caja Toledo      | Marsanz Torrejón    |
| 1991-1992 | Cáceres           | Marsanz Torrejón | Sego Zaragoza       |
| 1992-1993 | Saragozza         | Sego Zaragoza    | Caja Toledo         |
| 1993-1994 | Castellón         | Marsanz Torrejón | ElPozo Murcia       |
| 1994-1995 | Murcia            | ElPozo Murcia    | CLM Talavera        |
| 1995-1996 | Castellón         | Inter            | Playas de Castellón |
| 1996-1997 | Murcia            | Maspalomas       | Inter               |
| 1997-1998 | Segovia           | Segovia          | CLM Talavera        |
| 1998-1999 | Roquetas de Mar   | Segovia          | Inter               |
| 1999-2000 | Torrejón de Ardoz | Segovia          | CLM Talavera        |
| 2000-2001 | Murcia            | Inter            | Playas de Castellón |
| 2001-2002 | Valencia          | Valencia         | ElPozo Murcia       |
| 2002-2003 | Cordova           | ElPozo Murcia    | Inter               |
| 2003-2004 | Santiago          | Inter            | Playas de Castellón |
| 2004-2005 | Pamplona          | Inter            | Prone Lugo          |
| 2005-2006 | Saragozza         | Santiago         | Inter               |
| 2006-2007 | Lugo              | Inter            | ElPozo Murcia       |
| 2007-2008 | Cuenca            | ElPozo Murcia    | Móstoles            |
| 2008-2009 | Granada           | Inter            | ElPozo Murcia       |
| 2009-2010 | Santiago          | ElPozo Murcia    | Santiago            |
| 2010-2011 | Segovia           | Barcellona       | ElPozo Murcia       |
| 2011-2012 | Logroño           | Barcellona       | Santiago            |
| 2012-2013 | Alcalá de Henares | Barcellona       | ElPozo Murcia       |
| 2013-2014 | Logroño           | Inter            | ElPozo Murcia       |
| 2014-2015 | Ciudad Real       | Jaén             | Barcellona          |
| 2015-2016 | Guadalajara       | Inter            | ElPozo Murcia       |
| 2016-2017 | Ciudad Real       | Inter            | ElPozo Murcia       |
| 2017-2018 | Madrid            | Jaén             | Inter               |
| 2018-2019 | Valencia          | Barcellona       | ElPozo Murcia       |
| 2019-2020 | Malaga            | Barcellona       | Valdepeñas          |
| 2020-2021 | Madrid            | Inter            | Barcellona          |
| 2021-2022 | Jaén              | Barcellona       | ElPozo Murcia       |
| 2022-2023 | Granada           | Jaén             | Inter               |
| 2023-2024 | Cartagena         | Barcellona       | ElPozo Murcia       |

## Titoli per squadra
| Squadra             | Vittorie | Secondi posti | Finali disputate |
| ------------------- | -------- | ------------- | ---------------- |
| Inter               | 11       | 6             | 17               |
| Barcellona          | 7        | 2             | 9                |
| ElPozo Murcia       | 4        | 12            | 16               |
| Segovia             | 3        | 0             | 3                |
| Jaén                | 3        | 0             | 3                |
| Marsanz Torrejón    | 2        | 1             | 3                |
| CLM Talavera        | 1        | 4             | 5                |
| Sego Zaragoza       | 1        | 1             | 2                |
| Maspalomas          | 1        | 0             | 1                |
| Valencia            | 1        | 0             | 1                |
| Santiago            | 1        | 2             | 3                |
| Playas de Castellón | 0        | 4             | 4                |
| Prone Lugo          | 0        | 1             | 1                |
| Móstoles            | 0        | 1             | 1                |
| Valdepeñas          | 0        | 1             | 1                |